# いて・りゅうこつ腕
いて・りゅうこつ腕（いて・りゅうこつ わん Carina–Sagittarius Arm ）またはいて腕（いてわん）は、銀河系の渦状腕の1つである。それぞれの腕は、銀河核から放射状に伸びる、長くカーブした薄い恒星の集まりである。このような大規模構造は、通常数十億個の恒星と数千個のガス雲から構成される。いて・りゅうこつ腕は、多くの若い恒星や巨大分子雲からなる、銀河系で最もはっきりした腕の1つである。

銀河系の渦状腕の概略

銀河系は、棒渦巻銀河であり、中央の棒から2つの大きな腕といくつかの小さな腕が放射状に出ている。いて・りゅうこつ腕は、2つの大きな腕である、たて・ケンタウルス腕の内側、ペルセウス腕の外側に位置する。この腕が、夜間に地球から見ると、銀河核の方角、おおよそいて座とりゅうこつ座のあたりにあることからこの名前が付けられた。
いて・りゅうこつ腕は、銀河核から外側に向かうりゅうこつ腕と、そこからさらに外側に向かういて腕の2つに分けることができる。

## 分枝
2008年、スピッツァー宇宙望遠鏡による赤外線観測で、いて・りゅうこつ腕には、じょうぎ腕などと比べると、若い恒星が比較的少ないことが明らかとなった。これは、いて・りゅうこつ腕が分枝であることを示している。

## 天体
アマチュア用の望遠鏡や双眼鏡でも、いて・りゅうこつ腕の中に多くのメシエ天体やその他の天体を観測することができる。代表的な天体には次のようなものがある。
- M8（干潟星雲）
- M11
- M16（わし星雲）
- M17（オメガ星雲）
- M18
- M20（三裂星雲）
- M21
- M24
- M26
- M55
- NGC 3372（イータカリーナ星雲）